# Monte Rolla
Das Kinderspiel Monte Rolla stellt einen Geländewettlauf nach, bei dem Flussübergänge zum Hindernis oder Beschleunigungselement werden können. Wegen Gefällen im Spielbrett spielt dabei die Schwerkraft eine Rolle. Der Ablauf ähnelt Mensch ärgere Dich nicht.
Das von Ulrike Gattermayer-Kapp und Manfred Kapp entwickelte und 2003 bei Selecta erschienene Spiel stand auf der Empfehlungsliste zum Kinderspiel des Jahres 2004.

## Ausstattung und Spielbrett
Das Spielbrett erhält durch eine Stütze unter dem Falz ein zweiseitiges Gefälle. Die Konstruktion wird durch die Silhouette eines aus dem Spielbrett aufragenden Berges fixiert. Je drei Murmeln in vier Farben dienen als Spielfiguren, deren Zugweite von einem sechsseitigen Würfel bestimmt wird.
Dem in der Mitte des Spielbretts aufragenden Berg entspringen auf beiden Seiten je zwei Flüsse, die jeweils einem der beiden Gefälle folgen. Die Flüsse sind als ausgefräste Rinnen geformt. Auf einer Bretthälfte vereinigen sie sich zu einer als Teich gestalteten Mulde. Auf der anderen Seite endet eine Rinne in einer Ecke in einer Meeresdarstellung. In der letzten Ecke dient eine Flussverbreiterung als Startfeld. Von dem schlängelt sich ein Weg um den Berg herum bis zur Einmündung des im Meer endenden Flusses. Dabei kreuzt der Weg mehrmals die Gewässer und verläuft sogar gelegentlich darin. In den Weg eingelassene Kuhlen bieten meistens nur Raum für eine Murmel, es gibt aber auch drei ovale Kuhlen für bis zu zwei Murmeln. Als im Fluss liegende Trittsteine gestaltete Stellen gewähren nur geringen Halt.

## Ablauf
Jeder Spieler bekommt zu Beginn zwei Murmeln einer Farbe, die möglichst schnell ans Ziel befördert werden sollen. Dafür würfelt der Spieler an der Reihe einmal. Sofern eine sechs gewürfelt wird, darf erneut geworfen werden und das Ergebnis wird zur bisherigen Summe addiert. Dann zieht der Spieler eine Murmel seiner Farbe die entsprechende Anzahl Schritte vorwärts. Als Schritt zählt jede Kuhle im Weg, die im Fluss liegenden Steine sowie die ebenso dort befindlichen Strudel.
Endet die Bewegung auf einem mit einer Murmel belegten Kuhle, rollt die andere Murmel den Hang herunter. Je nach Stelle ist das für Spieler vorteilhaft, weil sie möglicherweise schneller ans Ziel kommen. Es kann aber auch nachteilig sein, weil sie wieder näher an den Anfang katapultiert werden. Hier spielt Glück eine große Rolle.
Auf in den Gewässern liegenden Trittsteinen bleibt eine Murmel ohne Probleme liegen. Wenn aber von oben eine Murmel heranrollt, reißt sie alle dort ruhenden Murmeln mit runter. Falls ein Zug auf einem Strudelfeld beendet werden muss, reißt der Strudel die Murmel mit und befördert sie ins Tal.
Ein paar Felder bieten Schutz, weil dort Platz für zwei Murmeln ist. Erst wenn eine dritte Murmel in ein solches Feld kommt, muss eine der anderen beiden Murmeln raus geworfen werden. Welche das ist, entscheidet der Spieler am Zug.
Es gewinnt der Spieler, dessen beide Murmeln als erste im Meer ankommen.

## Kritiken
Es wird angegeben, dass die Grafik des Brettspiels farbenfroh und schön ist. Allerdings wird auch kritisiert, der eigentliche Weg sei stellenweise nicht gut erkennbar. Dadurch könnten Spieler öfters mal unabsichtlich schummeln. Verbindungslinien zwischen den einzelnen Feldern wären hilfreich gewesen. Außerdem würde nur vage beschrieben, was zwischen Start und Ziel mit einer Murmel im Fluss passieren muss.
Es fehlt eine Kennzeichnung der Stellen, an denen Murmeln aus dem Wasser wieder auf Land gesetzt werden dürfen.